# Cornelius Cardew
Cornelius Cardew (ur. 7 maja 1936 w Winchcombe w hrabstwie Gloucestershire, zm. 13 grudnia 1981 w Londynie) – angielski kompozytor, pianista i krytyk muzyczny.

## Życiorys
Jako dziecko był w latach 1943–1950 chórzystą w katedrze w Canterbury. Od 1953 do 1957 roku student Królewskiej Akademii Muzycznej w Londynie, gdzie uczył się kompozycji u Howarda Fergusona i fortepianu u Percy’ego Wallera. W 1957 roku wyjechał na stypendium do Kolonii, gdzie pracował w Studiu Muzyki Elektronicznej. Tam też poznał Karlheinza Stockhausena, którego od 1958 do 1960 był asystentem. W latach 1964–1965 kontynuował studia u Goffredo Petrassiego w Rzymie. Tworzył muzykę w stylu awangardowym, posługując się notacją graficzną. Od 1965 roku był członkiem grupy muzyki eksperymentalnej AMM, zaś w 1969 roku założył awangardowy zespół Scratch Orchestra.
Na początku lat 70. uległ wpływom doktryny maoistowskiej i został radykalnym komunistą. Pod wpływem przyjętych poglądów politycznych Cardew dokonał całkowitego zwrotu swojej ścieżki artystycznej, powracając do tradycyjnej tonalności i zrywając z dotychczasową twórczością awangardową, którą potępiał na łamach publikowanych przez siebie tekstów takich jak  Stockhausen Serves Imperialism (1974).
Zginął potrącony przez jadący z nadmierną prędkością samochód. Sprawca wypadku zbiegł z miejsca zdarzenia.

## Twórczość
Należał do czołówki brytyjskich kompozytorów awangardowych, przyczyniając się do przeszczepienia na grunt brytyjski dokonań wiodących ówcześnie twórców światowych. Współpracował z Johnem Cage’em i Davidem Tudorem. Skomponował m.in. trio smyczkowe (1957), February Pieces (1959–1961), 2 Books of Study for Pianists (1958), Autumn ’60 (1960), Octet ’61 for Jasper Johns na nieokreślony instrument (1961), First Movement for String Quartet (1961), Bun no. 2 na orkiestrę (1964), Solo with Accompaniment (1964), Memories of You na fortepian (1964), Bun no. 1 na orkiestrę (1965), 3 Winter Potatoes na fortepian (1965), The Tiger’s Mind (1967), Treatise dla dowolnej liczby wykonawców (1963–1967), Schooltime Special (1968) oraz inspirowany klasycznym tekstem konfucjańskim The Great Learning w siedmiu częściach dla dowolnej liczby wykonawców (1968–1970). Pisał utwory niezdeterminowane, pozostawiając wykonawcy swobodę w wyborze składu instrumentów, źródeł dźwięku, formy i czasu trwania kompozycji. Eksperymentował z improwizacją, wprowadzając na scenę obok profesjonalnych muzyków także amatorów i osoby bez żadnego wykształcenia muzycznego. Był autorem pracy pt. Scratch Music (1972).
W ostatniej dekadzie życia tworzył utwory o charakterze masowym, zaangażowane politycznie, czerpiące z muzyki ludowej i pieśni robotniczych. Z okresu tego pochodzą takie kompozycje jak The East is Red na skrzypce i fortepian (1972), Piano Album na fortepian (1973), The Old and The New na sopran, chór i orkiestrę (1973), Thälmann Variations na fortepian (1974), Vietnam Sonata na fortepian (1976), Worker’s Song na skrzypce (1978), We Sing for The Future na fortepian (1981), a także pieśni, m.in. Bethanien Song (1974) i Resistance Blues (1976).